# Liste der Kreisstraßen in Emden

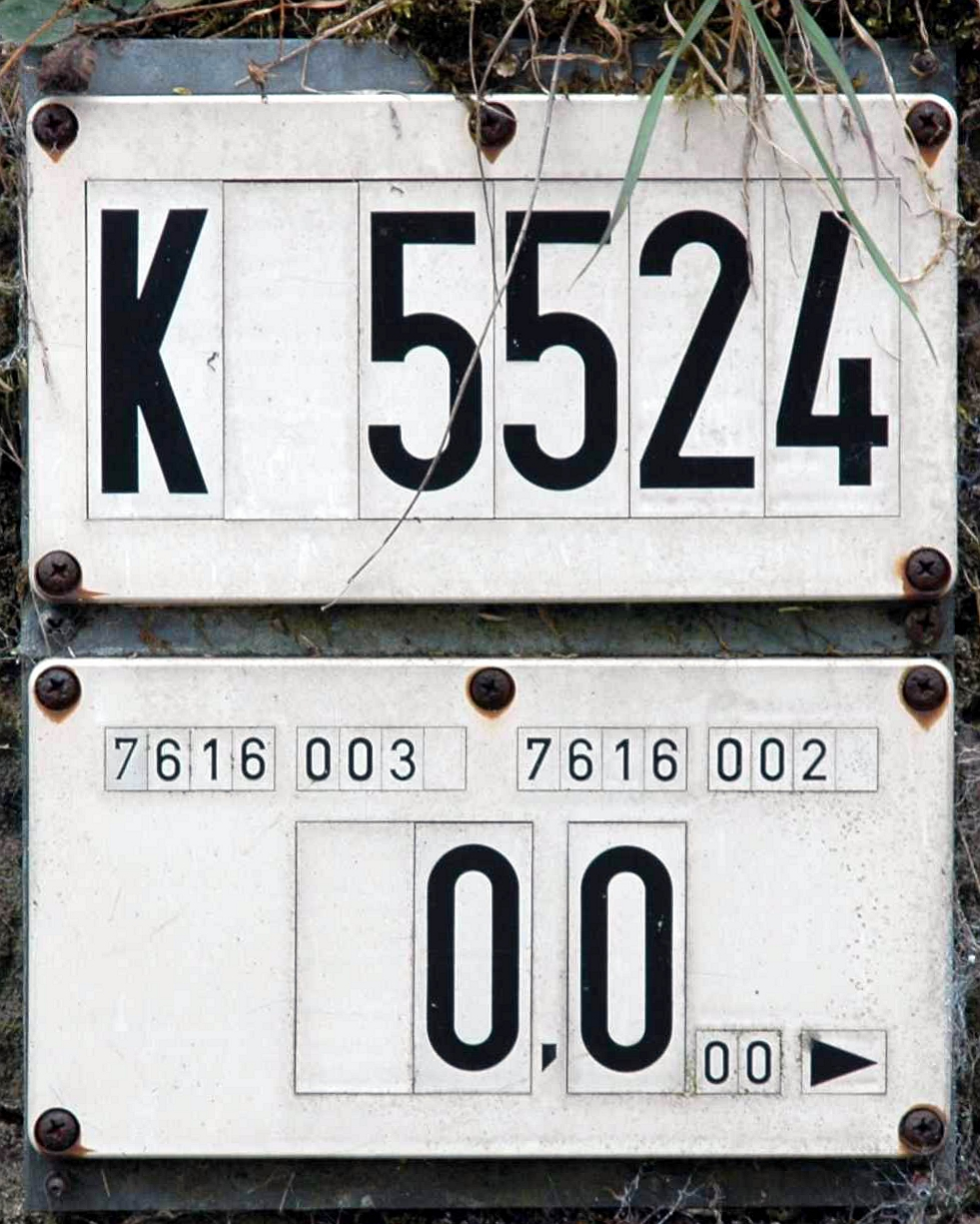
Stationszeichen

Die Liste der Kreisstraßen in Emden führt alle Kreisstraßen in der niedersächsischen kreisfreien Stadt Emden auf.

## Abkürzungen
- K: Kreisstraße
- L: Landesstraße

## Liste
Straßen und Straßenabschnitte, die unabhängig vom Grund (Herabstufung zu einer Gemeindestraße oder Höherstufung) keine Kreisstraßen mehr sind, werden kursiv dargestellt. Der Straßenverlauf wird in der Regel von Nord nach Süd und von West nach Ost angegeben.
| Nr.  | Verlauf |
| ---- | --- |
| K 4  | L 2 – Fährstraße – Fähre Ditzum–Petkum – Stadtgrenze – (K 4 im Landkreis Leer) |
| K 5  | Bahnhofstraße – L 2 |
| K 37 | L 2 – Tide-Winnenga-Weg |
| K 38 | Twixlumer Straße – Hauptstraße – L 2 |
| K 39 | /L 2 – Larrelter Straße – Abdenastraße – Jungfernbrückstraße – Agterum – Neutorstraße – Zwischen Beiden Bleichen – Nordertorstraße – Wolthuser Straße – Uphuser Straße – – Uphuser Straße – Riepster Weg – Stadtgrenze – (K 137 im Landkreis Aurich) |